# Абурая, Сигэру
Сигэру Абурая (яп. 油谷 繁; род. 8 февраля 1977, Нагато, Ямагути) — японский легкоатлет, специалист по бегу на длинные дистанции и марафону. Выступал за сборную Японии по лёгкой атлетике в первой половине 2000-х годов, участник ряда крупных международных соревнований, в том числе летних Олимпийских игр в Афинах.

## Биография
Сигэру Абурая родился 8 февраля 1977 года в городе Нагато префектуры Ямагути, Япония.
Активно выступал на различных шоссейных соревнованиях с 1995 года, представляя легкоатлетическую команду компании Chugoku Electric.
Впервые преодолел марафонскую дистанцию в 2000 году — на Марафоне озера Бива финишировал седьмым с результатом 2:10:48. Здесь планировал отобраться на Олимпиаду в Сиднее, но показанного результата оказалось недостаточно.
В 2001 году вновь стартовал на Марафоне озера Бива, на сей раз стал на финише третьим и поставил свой личный рекорд в данной дисциплине 2:07:52, который оставался лучшим его достижением на протяжении всей дальнейшей карьеры. Попав в основной состав японской национальной сборной, Абурая отправился выступать на чемпионате мира в Эдмонтоне, где с результатом 2:14:07 пришёл к финишу пятым.
В 2002 году одержал победу на полумарафоне в Голд-Косте, Австралия.
В 2003 году с результатом 2:09:30 стал вторым на Токийском марафоне, уступив на финише только представителю Танзании Зебедайо Байо. Позже бежал марафон на мировом первенстве в Париже, здесь вновь занял пятое место (2:09:26).
Благодаря череде удачных выступлений удостоился права защищать честь страны на летних Олимпийских играх 2004 года в Афинах, в программе мужского марафона показал время 2:13:11, расположившись в итоговом протоколе соревнований на пятой позиции.
После афинской Олимпиады Абурая ещё достаточно долго оставался действующим элитным бегуном и продолжал принимать участие в крупнейших международных стартах. Так, в 2006 году он вышел на старт Лондонского марафона, занял здесь 13 место с результатом 2:14:49.
В 2007 году стал пятым на Фукуокском марафоне (2:10:30). Данный марафон являлся национальным отбором на Олимпиаду в Пекине, показанного результата оказалось недостаточно для попадания в олимпийскую сборную.
В 2008 году Сигэру Абурая закрыл десятку сильнейших Фукуокского марафона (2:13:48).
На Токийском марафоне 2010 года занял итоговое 16 место (2:18:05).
Последний раз преодолел марафонскую дистанцию в статусе элитного спортсмена в 2011 году, когда на Марафоне Беппу — Оита с результатом 2:19:05 пришёл к финишу двенадцатым.